# Timothy J. Mayopoulos
Timothy J. Mayopoulos (* 1959) ist ein US-amerikanischer Bankmanager.

## Leben
Mayopoulos studierte an der Cornell University Englisch, wo er 1980 sein Studium beendete. Danach studierte er an der New York University Rechtswissenschaften. Von 1986 bis 1994 praktizierte er als Rechtsanwalt in New York City. In den 2000er Jahren war er unter anderem für die Bank of America und die Deutsche Bank in den Vereinigten Staaten tätig. Von 2009 bis 2023 arbeitet er für die Hypothekenbank Fannie Mae, die er ab Juni 2012 als Nachfolger von Michael Williams leitete. Nach dem Kollaps der Silicon Valley Bank im März 2023 wurde er zum CEO der Nachfolgerbank Silicon Valley Bridge Bank, N.A. ernannt.